# المهدي أخريف
المهدي أخريف (1953)، شاعر ومترجم مغربي، يُعد أول من عرّف العالم العربي على أعمال الشاعر البرتغالي فرناندو بيسوا، إذ عمل لسنوات طويلة على ترجمة أعماله الكاملة ، ولد في مدينة أصيلة عام 1953م، وفيها أنهى دراسته الإعدادية، وفي مدينة القصر الكبير انتهى من المرحلة الثانوية لينتقل بعدها إلى فاس، حيث التحق بكلية الآداب وتخرج فيها عام 1973م، له ما يزيد عن 6 دواوين شعرية منها شمس أولى (1995م) وضوضاء نبش في حواشي الفجر (1998م)، وعدد لترجمات من اللغة الإسبانية منها أنطولوجيا القصة الكولومبية.

## ترجماته
| الكتاب                                     | المؤلف                | التاريخ | ملاحظات |
| ------------------------------------------ | --------------------- | ------- | ------- |
| اللهب المزدوج                              | أوكتافیو باث          | 1998    | [ 4 ]   |
| دوائر الجحيم                               | خوستو خورخي بادرون    | 2001    |         |
| راعي القطيع والقصائد الاخرى                | فرناندو بيسوا         | 2004    |         |
| أناشيد ريكاردو ريس                         | فرناندو بيسوا         | 2005    |         |
| كتاب البرد                                 | أنطونيو غامونيدا      | 2005    | [ 5 ]   |
| قصائد ألبارو دي كامبوس                     | فرناندو بيسوا         | 2007    |         |
| مختارات: فرناندو بيسوا                     | فرناندو بيسوا         | 2009    |         |
| أشياء موضوعة لتجف تحت الشمس: مختارات شعرية | لويس مونيوس           | 2010    |         |
| في اليوم وغدا وأمس: مختارات شعرية          | خوان خيلمان           | 2010    |         |
| كتاب اللاطمأنينة                           | فرناندو بيسوا         | 2016    | [ 6 ]   |
| يوميات                                     | فرناندو بيسوا         | 2017    |         |
| الأعمال الشعرية                            | ماريو دو سا - كارنيرو | 2021    |         |
| قصائد باريس: مختارات شعرية                 | سيزار باييخو          | 2021    |         |

## مؤلفاته
| الكتاب                                           | التاريخ | ملاحظات                        |
| ------------------------------------------------ | ------- | ------------------------------ |
| عشق بدائي                                        | 1979    | شعر                            |
| باب البحر                                        | 1983    | شعر                            |
| ترانيم لتسلية البحر                              | 1992    | شعر                            |
| ضوضاء نبش في حواشي الفج                          | 1998    | شعر                            |
| حديث ومغزل                                       | 2000    |                                |
| في الثلث الخالي من البياض                        | 2002    | شعر                            |
| فقاعات حبرية                                     | 2003    |                                |
| بديع الرماد                                      | 2004    |                                |
| محض قناع                                         | 2009    | شعر                            |
| المدينة السعيدة                                  | 2012    | بالاشتراك مع عبد الواحد منتصر. |
| لا أحد اليوم ولا سبت                             | 2012    | شعر                            |
| بالنوم أو بدونه                                  | 2012    | [ 7 ]                          |
| بين القصرين: يوميات شاعر ناشئ                    | 2013    | [ 8 ]                          |
| من أكون                                          | 2013    |                                |
| محض قناع                                         |         |                                |
| فما لي وللدنيا: مختارات من شعر أبي الطيب المتنبي | 2020    |                                |
| لا تستعجل ما ليس بآت                             | 2021    | شعر                            |

## الجوائز
- حصل على جائزة الصداقة الأدبية المغربية الكولومبية من جامعة خابريان بوغونا عام 2001.
- حصل على جائزة تشيكايا أوتامسي للشعر الإفريقي، مؤسسة منتدى أصيلة عام 2011.
- حصل على جائزة «أوتاوا تامسي للشعر» عام 2011.[9]